# Quercus douglasii
Quercus douglasii Hook. & Arn. – gatunek roślin z rodziny bukowatych (Fagaceae Dumort.). Występuje naturalnie w południowo-zachodnich Stanach Zjednoczonych – w Kalifornii. 

## Morfologia

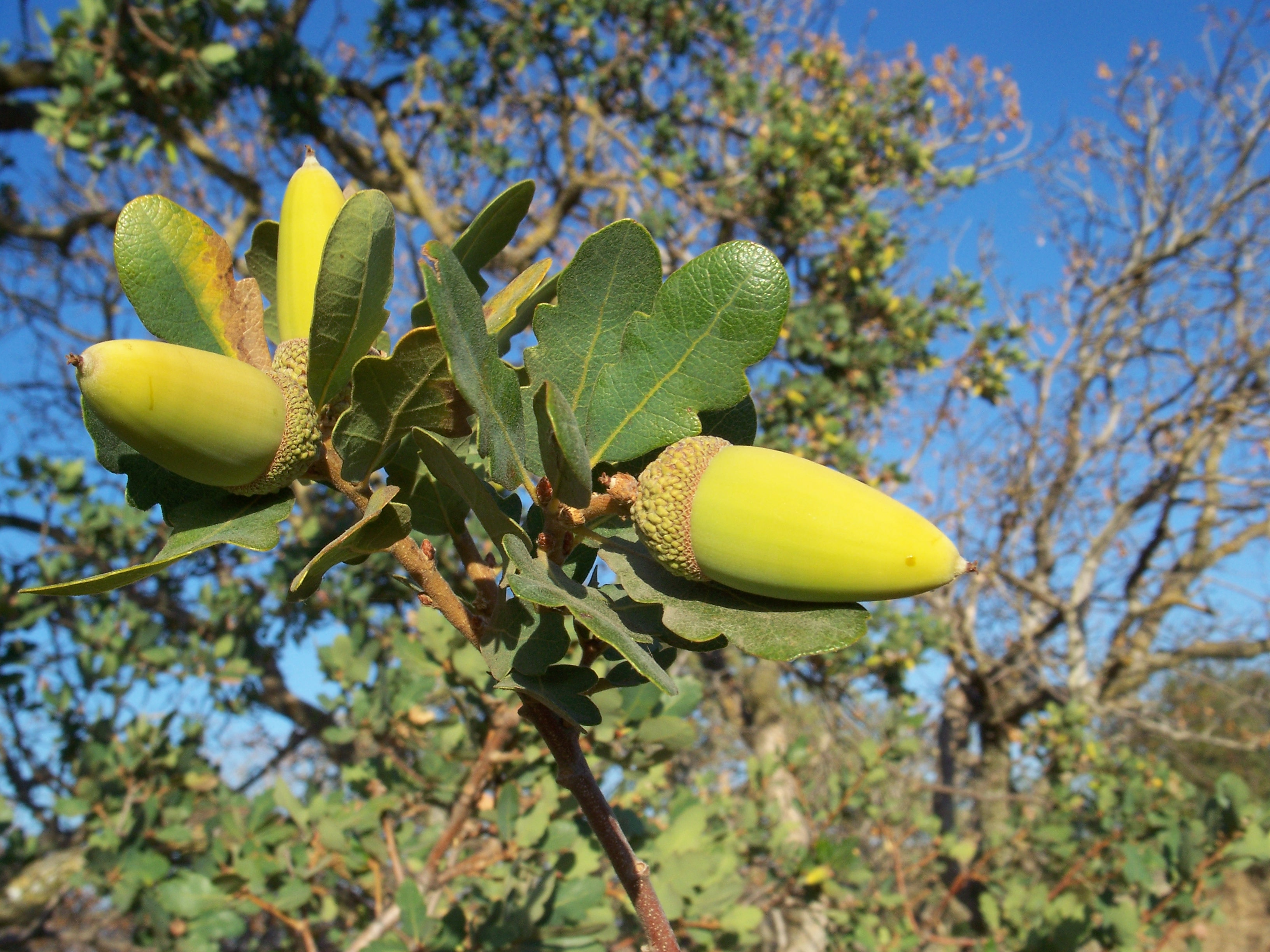
Żołędzie

PokrójZrzucające liście drzewo o szarej i łuszczącej się korze.
LiścieBlaszka liściowa ma kształt od odwrotnie jajowatego do eliptycznego lub lancetowatego. Mierzy 4–6 cm długości oraz 2–3 cm szerokości, jest całobrzega, nieregularnie ząbkowana lub klapowana na brzegu, ma nasadę od zaokrąglonej do klinowej i zaokrąglony wierzchołek. Ogonek liściowy jest nagi i ma 2–6 mm długości.
OwoceOrzechy zwane żołędziami o kształcie od wrzecionowatego do niemal obłego, dorastają do 20–30 mm długości i 10–16 mm średnicy. Osadzone są pojedynczo w miseczkach o półkulistym kształcie, które mierzą 5–10 mm długości i 10–15 mm średnicy. Orzechy otulone są w miseczkach do 10–25% ich długości.

## Biologia i ekologia
Rośnie w widnych lasach oraz na łąkach. Występuje na wysokości do 1200 m n.p.m.